# North East Aircraft Museum

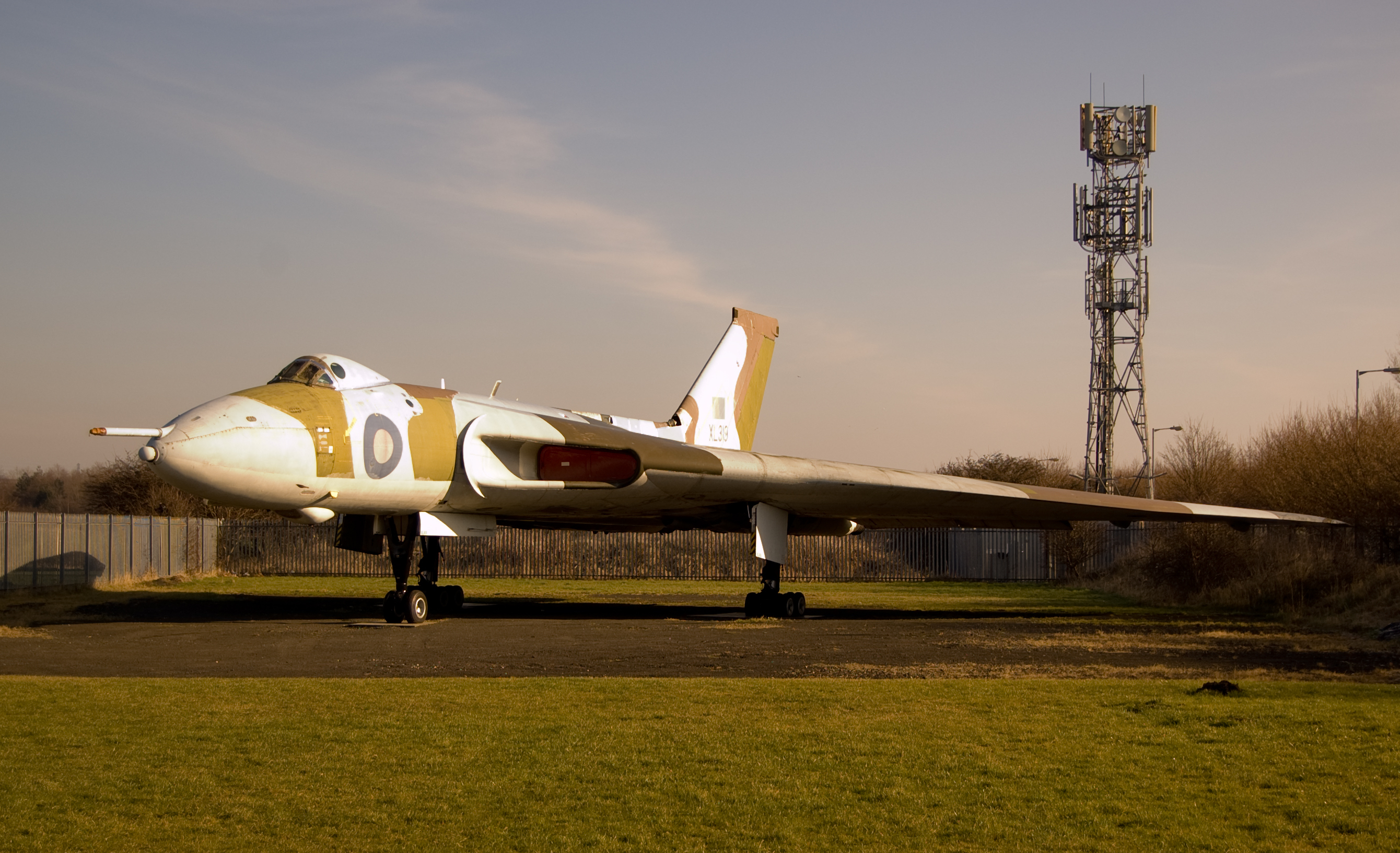
Avro Vulcan na terenie muzeum

North East Aircraft Museum – brytyjskie muzeum lotnictwa, mieszczące się na terenie dawnej bazy Royal Air Force Usworth obecnie porcie lotniczym Sunderland.

## Historia
W 1974 roku na lotnisku w Sunderland, grupa entuzjastów lotnictwa założyła North East Vintage and Veteran Aircraft Association (NEVAA), skupiającą ludzi zbierającą pamiątki związane z historią awiacji. W marcu 1975 pozyskali ze złomowiska śmigłowiec Westland Dragonfly a w maju tego samego roku samolot Gloster Meteor F8 "Prone Pilot", który również został uratowany od pocięcia na żyletki. W 1977 roku rozbudowująca się kolekcja wzbogaciła się o duński Hawker Hunter. Rok później NEVAA został przekształcona w Northumbrian Aeronautical Collection. W tym samym roku przybyły North American F-100 Super Sabre i Lockheed T-33 Shooting Star. W 1980 roku kolekcja została oficjalnie nazwana North East Aircraft Museum i mogła poszczycić się kolejnym nabytkiem, francuskim samolotem myśliwsko bombowym Dassault MD 454 Mystère IV. W 1983 przybył brytyjski bombowiec strategiczny Avro Vulcan. W 1984 roku muzeum przeżywało kryzys, lotnisko Sunderland zostało zamknięte a na jego miejscu planowano wybudować fabrykę samochodów. Na szczęście muzeum pozyskało nowy teren tuż obok lotniska, na którym otrzymało dwa hangary wykorzystywane później do ekspozycji swojej kolekcji. W 1985 przybył Republic F-84F Thunderstreak. Początkowo muzeum czynne było jedynie w niedziele ale od 1987 roku otwarte jest dla publiczności przez cały tydzień. W tym samym roku muzeum wzbogaciło się o North American F-86 Sabre. W 1988 roku British Aerospace przekazał muzeum bombowiec English Electric Canberra. W kwietniu rok później przybył z Arabii Saudyjskiej English Electric Lightning. W 1993 roku do muzeum przybył argentyński samolot szturmowy, FMA IA-58 Pucará, zdobyty przez Brytyjczyków podczas wojny o Falklandy. w 1994 roku otwarto trzeci hangar wystawowy. Obecnie muzeum posiada w swojej kolekcji ponad 30 samolotów i śmigłowców, silniki lotnicze oraz części samolotów z czasów II wojny światowej, którą kolekcjonerzy i ludzie związani z muzeum wydobywają ze znanych miejsc katastrof walczących samolotów.